# Ален Кармінаті
Алан Кармінаті (фр. Alain Carminati; нар. 17 серпня 1966, Шампаньоль, Франція) — колишній французький регбіст та гравець регбіліг, зазвичай грав на позиції лівого фланкера або номера 8.

## Спортивна кар'єра
Свій перший пункт здобув граючи за збірну Франції у матчі проти збірної Румунії, який відбувся 23 жовтня 1986 році в Бухаресті. За час тривання своєї кар'єри досить часто змінював клуби. Загалом заграв для шести різних клубів (2 рази за клуб Безьє Еро).

## Французькі Варвари
10 травня 1986 року він був запрошений Французькими Варварами, щоб грати проти Шотландії в Ажен. Цей матч виграли французи (32:19).
Алан дістав свій наступний шанс заграти разом з Варварами 1 червня 1993 року в Греноблі. Варвари програли з рахунком 92:34.
1 листопада 1995 року, він знову був запрошений розіграти ще один матч, тим разом проти Нової Зеландії в Тулоні. Варвари знову зазнали поразку (19:34).

## Спортивні досягнення
Чемпіонат Франції:
- Чемпіон: 1993 (Кастр)

Кубок Франції:
- Переможець: 1986 (Безьє Еро)

Турнір п'яти націй:
- Переможець: 1988, 1989

Кубок Латинської Америки:
- Переможець: 1995